# 土屋清人
土屋 清人（つちや きよと）は、日本の会計学者・税理士。千葉商科大学商経学部准教授、千葉商科大学大学院商学研究科修士課程准教授、千葉商科大学大学院政策研究科博士課程准教授、千葉商科大学大学院会計ファイナンス研究科兼担准教授。博士（政策研究）。

## 来歴
東京都出身。駒澤大学大学院商学研究科修了。コンサルティング会社、税理士法人を経て、土屋税理士事務所所長（東京税理士会目黒支部）、現在千葉商科大学商経学部准教授。元産能短期大学非常勤講師。
2012年11月、論文「建物の除却に関する会計学的研究－大規模修繕工事における償却理論としての一部除却の研究」で博士号（政策研究、千葉商科大学）取得（主査:佐藤正雄、副査:太田三郎、吉田靖、山本守之）。2013年3月、千葉商科大学大学院政策研究科博士課程修了。
2016年、千葉商科大学商経学部非常勤講師。2017年、同大学大学院会計ファイナンス研究科および商学研究科客員講師。2019年、同大学商経学部専任講師。2022年、准教授となる。
租税訴訟学会理事、危機管理システム研究学会常任理事、日本税務会計学会（会計部門）委員を歴任。
著書は『建物の一部除却会計論』『持続可能な建物価格戦略』『地震リスク対策 建物の耐震改修・除却法』など。

## 受賞
- 2011年12月 日本ファシリティマネジメント協会 功績賞（共著）
- 2012年6月 日本経営管理協会 協会賞（単著）